# 宝誌

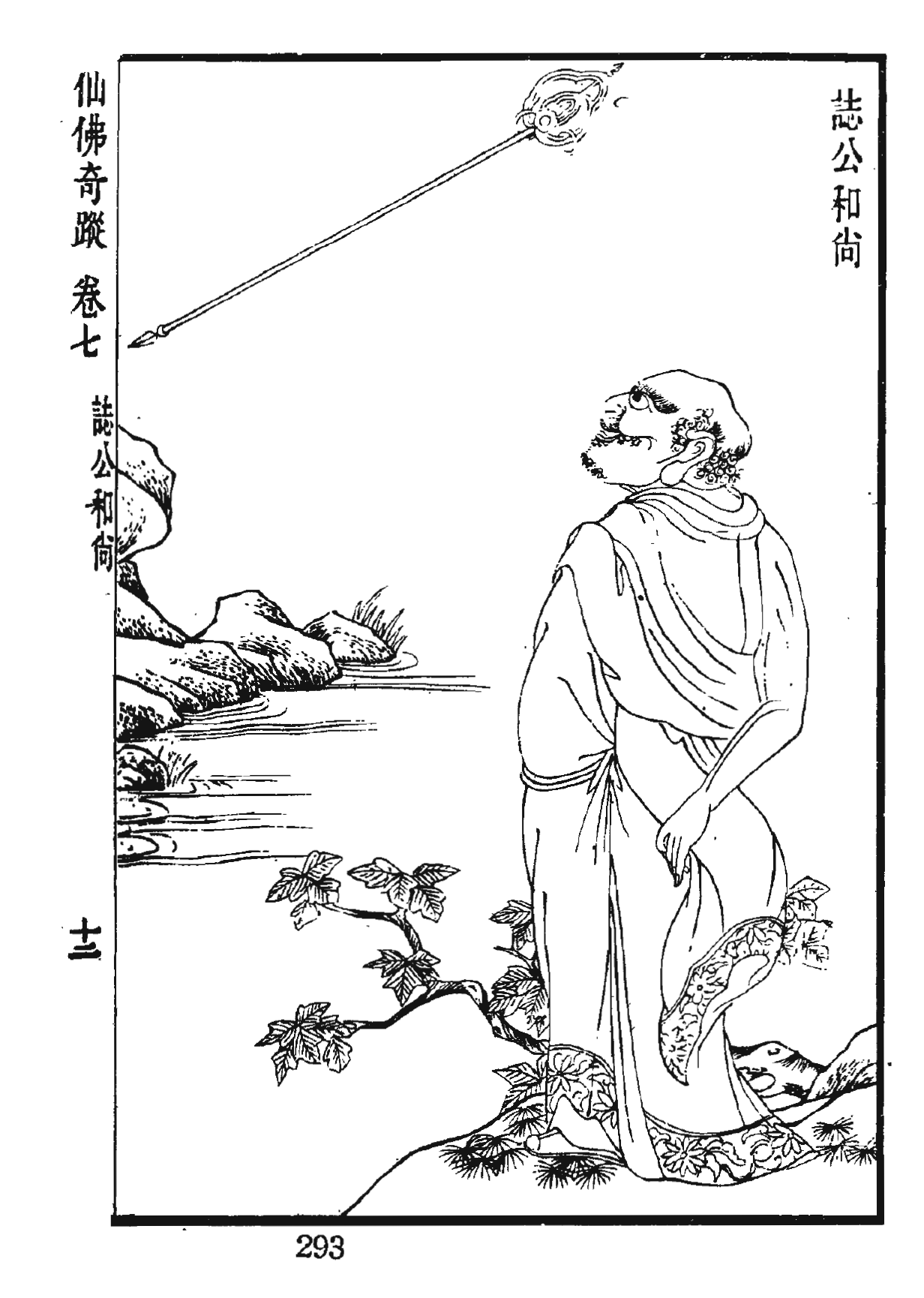
宝誌

宝誌（ほうし、義熙14年（418年）- 天監13年（514年））は、中国の南朝において活躍した神異・風狂の僧。

## 生涯

### 誌法師墓誌銘
宋の泰始2年（466年）、都の建康郊外の鍾山に出没し、また都にも現れるようになったが、当時50・60歳くらいの年配に見え、特に神異的な行跡は見られなかった。
斉の成立頃より神異の行いが見られ始めた。長髪・裸足の姿で徘徊し、手にした錫杖には鏡や鋏などをぶら下げるようになった。また酒肴を口にしたり、あるいは数日間何も食べないこともあるといったあり様であった。さらに予言を行い、人の心中を言い当てた。一時に数所に現れるという分身のさまも目撃された。
梁の天監13年（514年）、都の華林園内の仏堂で没した。亡くなる前には、金剛像を屋外に出させて「菩薩は当に去るべし」と述べたという。武帝は宝誌のために鍾山に開善寺を建立し、その菩提所として手厚く供養した。
以上が、武帝が陸倕に命じて撰させた「誌法師墓誌銘」（『芸文類聚』巻77）の内容である。

### 梁京師釈保誌伝
また、梁の慧皎の『高僧伝』巻10には、「梁京師釈保誌伝」として立伝されている。なお、「宝」と「保」とは音通のため、互用される事がある。それによると、俗姓が朱氏で、金城郡の人であり、若い時に建康道林寺の僧倹に師事したという。
宋の泰始2年（466年）から、居所が定まらず、飲食に時なく、頭髪は数寸に伸ばし、街巷を裸足で彷徨する、という、常人と異なった行動が見られるようになった。その手にする錫杖には、鏡・鋏、又は一匹の帛が掛けられていた。
斉の建元年間（479年 - 482年）頃より、神異の能力を示すようになった。何日も飲食しなくても、飢えた様がなかった。人に対して予言の言動があり、又は賦した詩が、後に予言記であったことが判明する、などの事があり、都の人士は、みな彼を信奉した。
斉の武帝は、そのような保誌を危険視し、建康の獄舎に収監した。それでも、保誌は、獄中と市中に同時に現れる、という分身の術を見せたり、文恵太子や竟陵王が施した食事のことを、獄卒に予言したりした。
その他にも、分身した行跡や、人心を読んで先んじた行動をした、生魚を満腹に食した筈なのに、保誌が去った後には、ピチピチした魚が元の通り泳いでいた、といった異事を示した。胡諧之らの人物に対しては、「明屈」の返書によって、その死を予言した。南朝斉の武帝に対しては、父で先帝の高帝が地獄で錐刀の極苦を受けている様を見せ、以後、武帝は錐刀の刑罰を止めさせたという。
梁の武帝は、そのような保誌を尊崇し、「誌公の行跡は俗に塗れるも、神異のさまは奥深い。(中略）今より、行道来往は、随意出入し、復た禁ずるを得ることなかれ」という詔を発し、その宮中への出入も容認し、天監5年（506年）には、祈雨の効がなかったので、保誌の奨めによって法雲が『勝鬘経』を講ずると、大雪が降ったという。
武帝の問いに対し、「十二識」や「安楽禁」と答えることで、十二因縁の教義や、終生修行を途絶えさせないことを教えた。また、陳御虜という人物のために保誌の真形を現したところ、その光相が菩薩像のようであった、としており、後世の宝誌像の原型となる説話が、既に同時代の『高僧伝』中で語られていたことが分かる。
「菩薩、将に去かんとす」と自らの死を予言して、保誌が入寂すると、武帝は、鍾山の独龍阜に開善精舎を建立し、陸倕に銘辞を撰させて塚内に蔵し、王筠に碑文を撰させて寺門に建てた。

## 伝記・伝承の形成

### 隋代
南北朝末から隋以降にも、各書に宝誌に関する伝承が記録されるが、既に『南史』巻76「隠逸伝」で「陶弘景伝」に附伝された「宝誌伝」も、その伝記は、かなりの変貌を遂げている。

#### 『南史』「宝誌伝」
時に沙門で宝誌という者がいた。何処から来たのか不明である。宋の泰始年間（465年 - 471年）に、鍾山に出入りし、建康ら都邑に出没するようになった。その当時、既に五・六十歳位の年輩に見えた。宋・斉の間に、稍々霊跡を顕し、被髪徒跣して、言動が常ならぬ状態になった。或いは、僧が着ることを禁じられている錦袍を着用し、飲食は凡俗と同じであった。また、恒に銅鏡・剪刀・毛抜きなどを錫杖の頭に掛けて走り回ったりした。或いは酒肴を捜し求めたり、或いは数日の間、食べないこともあった。未来のことを預言し、人の心中を言い立てたりした。一日のうちに別の所に分身して現れたこともあった。
斉の武帝は宝誌が人民を惑わすのを怒り、建康の獄に収監した。すると、ある日、皆が街中で宝誌を見かける、という事態が発生した。すぐに調査した所、宝誌は獄中に居た。その夜、また宝誌が獄吏に語るには「門外に両輿の食あり。金鉢に飯を盛る。汝は、それを取ってこい」と言った。果たして、文恵太子と竟陵王とが供養を届けに来る所であった。県令の呂文顕が、そのことを武帝に報告した所、武帝は華林園に迎え入れた。しばらくすると、宝誌は三布帽を重ねて被り、現れた。その時は、何の事か分からなかったが、俄かに武帝が崩御し、文恵太子と豫章文献王蕭嶷が相い継いで薨った。人々は、宝誌の三布帽は、その3人の死を予兆したものと噂しあった。
梁の武帝は宝誌を尊崇し、嘗て朝代の遠近を問うた。宝誌の答えは「元嘉元嘉」というものであった。帝は喜び、宋の文帝の治世である元嘉年間の倍の治世が予言されたと解釈した。宝誌は剃髪しているにもかかわらず常に帽子を被っており、俗に誌公帽子と呼ばれていた。好んで予言を行い、それがいわゆる誌公符として残っている。高麗も宝誌のことを伝え聞き、使者を派遣して綿帽を齎して供養した。
天監13年（514年）に卒した。将に死なんとする時、突然に寺の金剛像を担いで戸外に置き、「菩薩まさに去るべし」と語り、十日後に亡くなった。その先に琅邪の王筠は荘厳寺に行き、宝誌に出会い、歓談し飲食した。誌が亡くなると、勅命によって王筠が碑文を製った。

### 唐代
唐代には、宝誌は十一面観音の化身であるという信仰が成立していた。また、誌公帽子と呼ばれる宝誌に由来する帽子を被った像も描かれ、敦煌でも発見されている。さらに、大乗讃・十二時頌・十四科頌と呼ばれる偈頌が、宝誌の名に仮託されて作られた（『景徳伝灯録』巻29にあり）。

#### 北魏の宝公
これらの偈頌と関連して興味深い記録がある。それは、北魏仏教の同時代史料である『洛陽伽藍記』巻4の「白馬寺」の条に見える宝公という僧に関する記述である。この宝公に関しては、他に見えず、その詳細は不明であるが、その記述は、ボロを着た姿、三世を見通す神通力、各種の予言をなし、北魏の実権者であった霊太后胡氏の末路も予言したと記される点など、南朝梁の宝誌に酷似した内容を持っている。さらに、その記事の最後は、宝公作の「十二辰歌」が、彼の遺作となったという記述で終っている。或いは同時代の別人かも知れないし、当時、南北両朝間を比較的自由に往来できていた僧の身分を考えると、宝誌であった可能性も拭い切れない。何れにしても、そこには、宝誌作とされる偈頌との関連が想起される。

### 宋代以降
北宋には、太宗が「道林真覚大師」の師号を追贈している。その後も、宝誌は中国における施餓鬼会である水陸大会の際の儀軌の撰者として、広く尊崇を集めた。

## 日本への影響
日本においては、『宇治拾遺物語』巻9に「宝誌和尚影の事」として、その十一面観音の化身としての説話が伝承され、また、「野馬台詩」と呼ばれる日本の未来記の撰者としても、古来知られる存在となった。
また、神仏習合に基づく両部神道の書物である『天照皇太神儀軌』は、別称を『宝誌和尚口伝』といい、その作者が宝誌に仮託されている（佐藤著書）。
京都市下京区高辻通り大宮西入ルの西往寺には、平安時代の作とされる宝誌和尚像（木像、鉈彫り）が伝来している（重要文化財、京都国立博物館に寄託）。この像は、宝誌の顔面が縦に裂けて、その内側から十一面観音の相を現そうとする瞬間を具象化した、特異な彫像である。この像の写真が、ロラン・バルトの『表徴の帝国』（宗左近訳, ちくま学芸文庫, 1996年 ISBN 4480083073）のカバー写真に採用され、その存在が広く知られるようになった。
また、大徳寺蔵の五百羅漢図像のうち、明治期にアメリカに流出し、現在はボストン美術館に所蔵されている画幅中にも、同様の図像が描かれ、宝誌を羅漢の1人として表した遺例の1つであると考えられている。更に、同様の遺像は、中国の四川省地域の石窟中にも多数遺存していることが、明らかとなり、西往寺の像のみが遺例ではないことが判明している（北論文）。